# Choutara
Choutara – gaun wikas samiti w środkowej części Nepalu  w strefie Bagmati w dystrykcie Sindhupalchowk. Według nepalskiego spisu powszechnego z 2001 roku liczył on 1114 gospodarstw domowych i 5089 mieszkańców (2465 kobiet i 2624 mężczyzn).